# زمین‌لرزه ۱۹۹۵ آنتوفاگاستا
زمین‌لرزه آنتوفاگاستا  در تاریخ ۳۰ ژوئیه ۱۹۹۵ میلادی، برابر با ‎۸ مرداد ۱۳۷۴، ساعت ۵:۱۱:۲۳ به زمان یوتی‌سی در شیلی، منطقه آنتوفاگاستا (Antofagasta) رخ داد. ژرفای این زلزله ۴۰٫۵ کیلومتر بود، و بزرگی آن ۸ در مقیاس Mw اعلام شده‌است. زمین‌لرزه به وقت محلی در روز یکشنبه، ساعت ۱ روی داده و منطقه زمانی آن یوتی‌سی -۴ بوده‌است (با لحاظ تغییر ساعت تابستانی).
سازمان زمین‌شناسی آمریکا نیز رومرکز این زمین‌لرزه را در مختصات ۲۳°۲۰′۲۴″جنوبی ۷۰°۱۷′۳۸″غربی / ۲۳٫۳۴°جنوبی ۷۰٫۲۹۴°غربی و ژرفای آن را در ۴۵ کیلومتر گزارش کرده‌است. بزرگی برگزیدهٔ این سازمان از میان بزرگی‌های محاسبه‌شدهٔ مختلف ۸ در مقیاس Mw بوده و از دید اثر، در میان چهار دسته‌بندی «نامحسوس»، «محسوس»، «زیان‌آور» یا «با تلفات»، زلزله را «با تلفات» اعلام کرده‌است.۱۱۵ ساختمان در زمین‌لرزه خراب و چندین تا آسیب دیده‌است.رانش زمین در آن به وجود آمده‌است. سونامی نیز در این زلزله گزارش شده‌است.
پروژهٔ «تنسور گشتاور مرکزوار» زاویه‌های (راستا، شیب، ریک) گسل سازندهٔ زمین‌لرزه و صفحه عمود بر آن را (°۳۵۴، °۲۲، °۸۷) یا (°۱۷۷، °۶۸، °۹۱) و نوع گسل را«معکوس» فرارسانده‌است.
شمار کشتگان زلزله حدود ۳ نفر بوده‌است. تعداد زخمیان ۵۹ نفر برآورده شده‌است. بی‌خانمان شدگان نیز ۶۳۰ نفر اعلام شده‌است.